# N-234
La N-234 forma part de la Xarxa de carreteres de l'Estat Espanyol, que comunica Sagunt amb Burgos.

## Recorregut
El tram entre Sagunt i Calamocha (Terol) ha estat convertit en l'autovia A-23 que comunica Sagunt amb Terol, Saragossa, Osca i Somport. L'A-23 és el resultat del desdoblament de la N-234, entre Sagunt i Daroca, i de la N-330 d'ací fins a Somport. A partir de Calamocha encara es manté com carretera nacional dirigint-se cap a Sòria i Burgos.
Des de Calamocha, la N-234 travessa Daroca, Calataiud, Villarroya de la Sierra, Almenar de Soria, Sòria, San Leonardo de Yagüe i Salas de los Infantes, entre altres moltes localitats. Deu quilòmetres abans de Burgos, a l'altura de Sarracín, la carretera s'incorpora a l'autovia A-1 (l'antiga N-I).
Els ports de muntanya que travessa la carretera són: Cuestas de Ragudo, Villafeliche, Puerto de Singra, Bigornia, Alto de Mojón Pardo (o Alto de Navaleno, en Soria) i Alto de Mazariegos.
És l'eix terrestre alternatiu al de l'Ebre, que representen l'AP-68 i la N-232.